# Vaalimaa
Koordinaten: 60° 36′ N, 27° 48′ O
Vaalimaa [ˈvɑːlimɑː] (finnisch, die (veraltete) schwedische Form ist Vaderma) ist ein Ort im Südostzipfel Finnlands. Er liegt in der Gemeinde Virolahti unmittelbar an der Grenze zwischen Finnland und Russland.
Der Grenzübergang Vaalimaa ist der meistfrequentierte der finnischen Ostgrenze sowie zwischen der EU und Russland. Im Jahr 2007 wurden 2,7 Millionen Grenzüberschreitungen registriert. Im selben Jahr musste in Vaalimaa ein Grenzparkplatz für 1000 Lastkraftwagen erbaut werden, weil es wegen des steigenden Verkehrsaufkommens und der schleppenden Abwicklung auf russischer Seite zu Lkw-Staus von bis zu 50 km Länge gekommen war.
Die aus der 187 km westlich gelegenen Hauptstadt Helsinki kommende Staatsstraße 7 endet am Grenzübergang Vaalimaa. Die Europastraße 18 folgt dem Verlauf der Staatsstraße 7 und führt auf russischer Seite weiter in das 203 km entfernte Sankt Petersburg. Zudem ist Vaalimaa der Anfangspunkt der Ferienstraße Via Karelia, die der finnischen Ostgrenze folgend bis nach Salla in Lappland führt.
Seit Beginn des russischen Überfalls auf die Ukraine im Jahr 2022 ist der grenzüberschreitende Verkehr praktisch zum Erliegen gekommen.
Am 16. November 2023 kündigte Finnland an, unter anderem den Grenzübergang Vaalimaa in der Nacht auf Samstag, 18. November 2023 zu schließen. Hintergrund sind Vorwürfe, Russland schleuse vermehrt Asylbewerber ohne Papiere über die gemeinsame Grenze, um Finnland zu destabilisieren.